# Horseed Football Club
El Horseed Football Club és un club de Somàlia de futbol de la ciutat de Horseed.
És l'equip de les forces armades de Somàlia. Fou el primer club somali que aconseguí arribar a la final de la Kagame Inter-Club Cup, l'any 1977.

## Palmarès
- Lliga somali de futbol:[3]
  - 1972, 1973, 1974, 1977, 1978, 1979, 1980
- Copa somali de futbol:[4]
  - 1982, 1983, 1987, 2015, 2019